# Flabellariopsis
Flabellariopsis là một chi thực vật có hoa trong họ Malpighiaceae.

## Loài
Chi Flabellariopsis gồm các loài: